# Journal of Physical Chemistry C
Journal of Physical Chemistry C ( abreviada como J. Phys. Chem. C.) es una revista científica revisada por iguales, publicada desde 2007 por la American Chemical Society y de periodicidad semanal. Journal of Physical Chemistry C está actualmente indexada y se pueden ver resúmenes de sus artículos en: CAS y British Library.
El actual Editor-Jefe es Joan-Emma Shea.
Journal of Physical Chemistry C se centra en algunas áreas propias de la Química física: investigación sobre nanopartículas, nanoestructuras, superficies, interfaces, catálisis, transporte de electrones, dispositivos ópticos y electrónicos, materia dura; conversión y almacenamiento de energía.
El más reciente factor de impacto ISI de la revista es 4,772 (2014).
Hasta 1997, el título era simplemente Journal of Physical Chemistry. Debido a la siempre creciente cantidad de investigación en esta área, en 1997 la revista se dividió en Journal of Physical Chemistry A (química física molecular, teórica y experimental) y Journal of Physical Chemistry B (estado sólido, materia blanda, líquidos,...). A comienzos de 2007, esta última sufrió una nueva división, con Journal of Physical Chemistry C que se destina ahora a los crecientes campos de la nanotecnología, electrónica molecular, y temas relacionados.